# Kamomillolja
Kamomillolja utvinnes genom ångdestillation av torkade blommor. Utbyte 0,2 % — 3 %.
Första kända rapport om förfarandet är från Tyskland 1588.

## Egenskaper
Löslig i 95 % etanol och vegetabiliska oljor.
I luft och ljus tjocknar oljan och blir först grön och sedan brun. I intorkat skick bildas bruna fläckar.
Den blå färgen kommer av chamazulen (1 % — 15 %), en seskviterpen. Ämnet finns inte direkt i växten, men bildas genom oxidation av ingående andra ämnen under ångdestillationens värme, eller vid vattenkokning av torkade blommor, som oegentligt kallas "kamomill-te". (Har inget med växten te att göra.)
Kamomillolja kan även utvinnas genom kall extrahering med etanol, men eftersom ingen värme tillförs vid etanolextrahering bildas ingen chamazulen , och extraktet blir sålunda inte blått.

## Innehållsämnen
- (Chamazulen, C14H16,  7-ethyl-1,4-dimethylazulene  — bara vid framställningssättet ångdestillering)
- Farnesesen
- (-)alfa-Bisabolol, (10 % — 25 %), C15H26O, (2R)-6-methyl-2-[(1S)-4-methylcyclohex-3-en-1-yl]hept-5-en-2-ol
- Matricarin, C17>H20O5, [(3aR,5S,5aR,8aR,9R,9aR)-5,8a-dimethyl-1-methylidene-2,8-dioxo-3a,4,5,5a,9,9a-hexahydroazuleno[6,5-b]furan-9-yl] acetate
- Matricin, C17H22O5,  [(3S,3aR,4S,9R,9aS,9bS)-9-hydroxy-3,6,9-trimethyl-2-oxo-3,3a,4,5,9a,9b-hexahydroazuleno[4,5-b]furan-4-yl] acetate
- Herniarin, C10H8O3,  7-methoxychromen-2-one
- Umbelliferon
- alfa-Bisabololoxid (10 % — 25 %), C15H26O2, (Finns 3 isomerer, A, B, och C, oklart vilken eller vilka, som ingår i kamomillolja)
- Bisabololoxid, C15H26O2 (Finns flera isotoper, oklart vilken eller vilka, som ingår i kamomillolja)
- cis(trans)-en-indicycloeter ((1 % — 10 %)
- Vaxämnen (Dessa är anledningen till att oljan tjocknar, när temperaturen sänks. Blir lättflytande igen, när temperaturen stiger.